# Языки Иордании
Языки Иордании — совокупность языков и диалектов, на которых говорят жители Иорданского Хашимитского Королевства.
Официальным языком Иордании является арабский язык (согласно 2-й статье Конституции Иордании от 8 января 1952 года). В стране имеет место типичная для арабских стран диглоссия: в официальной сфере применяется арабский литературный язык, а обиходно-разговорным языком являются местные диалекты арабского языка. Арабский язык распространён не только у самих арабов-иорданцев, но и среди национальных меньшинств страны (черкесы, армяне и др.) в качестве второго языка.
Местной разновидностью арабского языка в Иордании является палестинско-иорданский диалект (3,5 млн носителей, ISO 639-3: ajp) сиро-палестинской подгруппы восточной группы диалектов арабского языка. Некоторые исследователи разделяют между диалектами палестинских арабов (больше половины населения Иордана — палестинцы) и иорданцев и определяют каждый из них как отдельный самостоятельный диалект. На востоке страны проживает большая группа (700 тыс. человек) носителей бедуинских диалектов (восточноегипетский или левантийский бедуинский диалект, ISO 639-3: avl). В маленьких городках и населённых пунктах на дальнем востоке Иордании живут около 50 тыс. носителей недждийского диалекта арабского языка (ISO 639-3: ars).
Помимо арабского языка, распространены также следующие языки:
- кабардино-черкесский язык: 56 000 человек в городах Амман, Сувейле, Ар-Русайфа и Эз-Зарка (2005).
- адыгейский язык: 44 300 человек (1986).
- западноармянский язык: 8000 человек (1971).
- язык домари: 4 910 человек (2000).
- чеченский язык: около 3 000 человек в 2—3 деревнях, смешанно с адыгейским и арабским языками.